# Seboula rifia

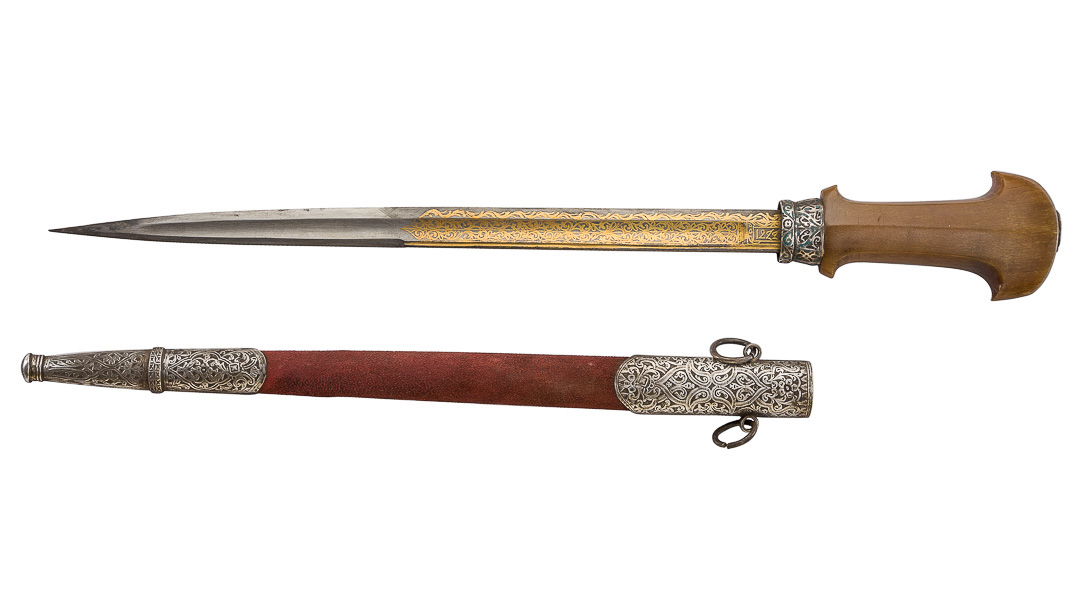
Poignard rifain appelée Tasseburt. La lame est longue et droite contrairement aux dagues recourbées.

La Seboula (en rifain : Assebur ou encore Tasseburt , en darija : Seboula rifia , en français : poignard rifain) est une épée traditionnelle de type poignard originaire du Maroc et plus précisément de la région du Rif. La Seboula est un poignard long qui se distingue par une forme de la lame droite contrairement aux autres épées maghrébines telles que la Koumiya ou Nimcha. La Seboula est a rapproché de la Flissa kabyle bien que cette dernière ait été influencée par le Yatagan ottoman.

## Caractéristique

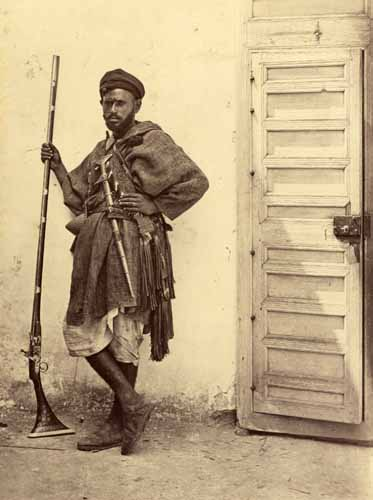
Riffain, portant la Seboula ou poignard rifain.

Long poignard droit à pointe effilée disposant d'un manche fait à partir d'os ou de corne de bœuf ainsi que d'une poignée en forme de "H". Son fourreau est revêtu de cuir et de velours brodés et est munie de deux oreillettes pour la suspension.